# لیک دانلپ (تگزاس)
لیک دانلپ (به انگلیسی: Lake Dunlap) یک منطقهٔ مسکونی در ایالات متحده آمریکا است که در تگزاس واقع شده‌است. لیک دانلپ ۱٬۹۳۴ نفر جمعیت دارد و ۱۹۵٫۰۷ متر بالاتر از سطح دریا واقع شده‌است.